# Hahnia montana
Hahnia montana es una especie de araña araneomorfa del género Hahnia, familia Hahniidae. Fue descrita científicamente por Seo en 2017.
Habita en Corea.